# Fraternia
Fraternia (od frater - brat) – miejsce wspólnej pracy braci zakonników. Kiedy w tym pomieszczeniu przepisywano księgi, pełniło rolę skryptorium.